# Manuel Rosalench
Manuel Rosalench Bellón, né le 15 juin 1911 à Barcelone et mort le 15 mai 1989 dans la même ville, est un footballeur espagnol qui jouait au poste de milieu de terrain.

## Biographie
Manuel Rosalench débute dans le championnat d'Espagne avec l'Hércules d'Alicante le 10 novembre 1935 face au Real Madrid.
Manuel Rosalench arrive au FC Barcelone en 1939. Il y reste jusqu'en 1944. Avec Barcelone, il joue 89 matchs et marque 2 buts. Il remporte une Coupe d'Espagne en 1942, gagnant contre l'Athletic Bilbao en finale.

## Palmarès
- Vainqueur de la Coupe d'Espagne en 1942 avec le FC Barcelone